# Atkinson (Nebraska)
Atkinson es una ciudad ubicada en el condado de Holt en el estado estadounidense de Nebraska. En el Censo de 2010 tenía una población de 1245 habitantes y una densidad poblacional de 294,54 personas por km².

## Geografía
Atkinson se encuentra ubicada en las coordenadas 42°31′51″N 98°58′29″O / 42.53083, -98.97472. Según la Oficina del Censo de los Estados Unidos, Atkinson tiene una superficie total de 4.23 km², de la cual 4.23 km² corresponden a tierra firme y (0%) 0 km² es agua.

## Demografía
Según el censo de 2010, había 1245 personas residiendo en Atkinson. La densidad de población era de 294,54 hab./km². De los 1245 habitantes, Atkinson estaba compuesto por el 98.8% blancos, el 0.24% eran afroamericanos, el 0.56% eran amerindios, el 0% eran asiáticos, el 0.08% eran isleños del Pacífico, el 0.16% eran de otras razas y el 0.16% pertenecían a dos o más razas. Del total de la población el 0.48% eran hispanos o latinos de cualquier raza.